# Dimni plin
Dimni plin je plin nastao kao proizvod izgaranja u peći, generatoru pare (termoelektrana), kotlu ili bilo kojem ložištu, a predstavlja smjesu plinova nastalih oksidacijom gorivih sastojaka u gorivu, te dušika i viška kisika koji ne sudjeluju u toj kemijskoj reakciji. Pritom se ukupni obujam dimnog plina sastoji od suhog dimnog plina i vlage, koja se dovodi samim gorivom ili nastaje izgaranjem sadržanog vodika. Ako se zanemari sadržaj pepela, koji je u većini loživih ulja zanemarivo malen, tada je masa produkata izgaranja, odnosno dimnog plina, jednaka zbroju mase goriva i zraka, koji sudjeluju u postupku izgaranja.
Fizikalno-kemijska svojstva dimnog plina, kao proizvoda izgaranja, prije svega ovise o vrsti (sastavu) goriva, o načinu izgaranja s obzirom na pretičak zraka i o njihovoj temperaturi. Glavni sastojci dimnog plina su ugljikov dioksid CO2 koji nastaje potpunim izgaranjem ugljika, vodena para H2O koja nastaje izgarajem vodika H i isparavanjem sadržane vlage u gorivu, sumporov dioksid SO2 koji nastaje izgaranjem sumpora S, dušik N2 koji se sastoji od dušika sadržanog u gorivu i dušika iz zraka za izgaranje i kisik O2 koji je ostao neutrošen kao višak zraka za izgaranje.

## Gubici dimnog plina

### Gubitak zbog osjetne topline izlaznog dimnog plina
Dimni plin pri izlasku iz generatora pare (ili bilo kojeg ložišta) ima uvijek veću temperaturu od temperature okoline, pa nastaje gubitak zbog neiskorištene osjetne topline. To je najveći gubitak koji nastaje u pogonu termoelektrane, a ovisi uglavnom o dvjema veličinama: temperaturi izlaznog dimnog plina i o koeficijentu pretička zraka za izgaranje. Što je viša izlazna temperatura dimnog plina, veći su izlazni gubici zbog njihove osjetne topline. Ujedno, što je veći pretičak zraka za izgaranje, veća je količina nastalog dimnog plina pa, prema tome, i ukupna toplina koju on iznosi u okolinu. Valja nastojati da se konstrukcijskom izvedbom izlazna temperatura dimnih plinova što više snizi, a to se postiže ugradnjom naknadnih ogrjevnih površina (zagrijač vode i predgrijač zraka). Osim toga u pogonu treba da je pretičak zraka što manji, ali i dovoljan da se osiguraju uvjeti za potpuno izgaranje goriva.

### Gubitak zbog kemijski nepotpunog izgaranja
Kemijski nepotpuno izgaranje obilježeno je sadržajem ugljikovog monoksida u dimnom plinu. Na prisustvo ugljikovog monoksida uglavnom utječu :
- sastav isparivih dijelova, a radi se uglavnom lakšim ugljikovodicima; potpunost izgaranja bit će veća ako je manje teških ugljikovodika,
- učinkovitost miješanja zraka za izgaranje s gorivom,
- opterećenje ložišta; što je opterećenje ložišta veće, raspoloživo vrijeme za stvaranje gorive smjese je manje, pa je i učinkovitost izgaranja manja, odnosno veća je mogućnost da se pojavi ugljikov monoksid u dimnom plinu.

### Gubitak zbog pojave čađe
Čađa se pojavljuje uglavnom kod generatora pare s nižim radnim tlakom, jer su napojna voda i temperatura ogrjevnih površina niže, što pogoduje taloženju ugljika u obliku čađe. Nastaje zbog dodira neizgorenih čestica ugljika s hladnim ogrjevnim površinama, i može biti od 0 do 1 %.

### Ostali gubici
Njima pripada gubitak zbog letećeg koksa, gubitak zbog propadanja goriva kroz rešetku, gubitak zbog sadržaja izgorivih dijelova u troski, te gubitak osjetne topline ostatka iz ložišta. Ti gubici nastaju samo pri korištenju krutih goriva, a ovise uglavnom o vrsti goriva, načinu izgaranja i konstrukciji ložišta.

## Provjetravanje
Da bi se omogućilo stalno izgaranje, treba osigurati odvođenje dimnog plina iz ložišta (npr. generator pare), uz istovremeno dovođenje dovoljne količine zraka za izgaranje, što se jednim imenom naziva provjetravanje. Prema načinu kojim se ostvaruje strujanje dimnog plina i zraka, provjetravanje može biti prirodno ili umjetno. 
Prirodno provjetravanje nastaje zbog djelovanja uzgona, a kao posljedica razlike tlaka okolnog zraka i dimnog plina. Razlika tlaka koja nastaje zbog djelovanja uzgona izravno ovisi o visini dimnjaka i temperaturi izlaznog dimnog plina. Što je veća visina dimnjaka i temperatura izlaznog dimnog plina, veća je razlika tlaka, što omogućuje veće brzine strujanja dimnog plina i zraka, odnosno izgaranje veće količine goriva. Međutim, povećanjem visine dimnjaka rastu otpori strujanja dimnog plina, a istovremeno se zbog povećanja površine povećava hlađenje dimnog plina, što nepovoljno djeluje na učinkovitu razliku tlaka. Zbog toga se prirodnim provjetravanjem mogu postići samo ograničeni učinci, pa se zbog toga danas vrlo rijetko koristi, odnosno samo u pojedinim slučajevima kod pomoćnih generatora pare. 
Umjetno provjetravanje ostvaruje se djelovanjem ventilatora. Ako postoji samo ventilator za zrak, takvo provjetranje je tlačno; ako je ugrađen samo ventilator za dimne plinove, tada se radi o isisnom provjetravanju; a ako je ugrađen ventilator za zrak i ventilator za dimni plin, takvo se provjetravanje naziva uravnoteženo ili kombinirano.

## Smanjenje štetnih sastojaka dimnog plina
U tehnike smanjenja štetnih sastojaka dimnog plina ubrajaju se izdvajanje i spremanje ugljikovog dioksida, ispiranje plinova (uključujući mokro otprašivanje), odsumporivanje, elektrostatsko odvajanje čestica i druge. 

### Izdvajanje i spremanje ugljikovog dioksida
Izdvajanje i spremanje ugljikovog dioksida (eng. Carbon capture and storage - CCS) je tehnologija za smanjenje emisije CO2 u atmosferu nastalog uporabom fosilnih izvora energije. Njome se ublažava utjecaj korištenja fosilnih goriva na globalno zatopljenje. Ugljikov dioksid (CO2) se izdvaja iz dimnih plinova koncentriranih izvora, kao što su termoelektrane na fosilna goriva i sprema tako da ne ulazi u atmosferu. Elektrane CCS-om mogu smanjiti emisiju CO2  80-90%. Takav oblik smanjenja emisije CO2 je relativno nov, prvi komercijalni primjer datira iz 2000. i nalazi se u Weyburnu. Izdvajanje i komprimiranje CO2 zahtijeva mnogo energije i time povećava potrošnju goriva, procijenjeno je da bi potrošnja termoelektrane na ugljen porasla za 25-40%, a time bi porasla i cijena proizvedene energije za 21-91% (ovo su procjene za elektrane koje su blizu mjesta na kojem će se spremati CO2, s povećanjem udaljenosti cijena bi dodatno rasla).

### Ispiranje plinova
Ispirač plinova ili skruber je uređaj koji omogućuje prikupljanje krutih čestica zbog dodira onečišćenog plina s odgovarajućom kapljevinom. Najpoznatiji način ispiranja plinova je mokro otprašivanje, a to je tehnološka operacija koja se zasniva na stvaranju vodene zavjese kroz koju prolazi onečišćeni plin ili stvaranje tankog sloja tekućine preko koje prolazi onečišćeni plin (obično voda). U oba slučaja čvrste čestice se vežu ("lijepe") za tekućinu, postaju veće i lakše ih je ukloniti, a plin odlazi prema odvodnom kanalu, odnosno izlazu. Pri raspršivanju nastaju kapi promjera od 0,1 do 1,0 mm. 
Glavna primjena postupka ispiranja plinova je pri obradi otpadnog dimnog plina, a najčešće se uklanjaju plinoviti dijelovi dimnih plinova (vodikovi halidi, sumporov dioksid SO2, amonijak NH3, sumporovodik H2S ili hlapljivi kemijski spojevi), ali se mogu ukloniti i krute čestice malih dimenzija. Ispirači plinova omogućavaju razdvajanje (separaciju) dimova, para i suspendiranih čestica iz otpadnih plinova pomoću neposrednog dodira otpadnog plina s odgovarajućim otapalom. Nastali spojevi vrlo sitnih čestica i kapi otapala mogu se ukloniti iz struje plina pomoću inercijskih sila (npr. centrifugalne sile). Razlika u izvedbi ispirača plinova nastaje zbog različitog načina raspršivanja (dispergiranja) otapala. Uobičajena primjena je za uklanjanje kiselih plinova i mirisa, ali je primjena ograničena na uklanjanje jako topljivih plinova.

### Odsumporivanje dimnog plina
Postoji više načina odsumporivanja dimnog plina:
- mokri postupak,
- suhi postupak,
- postupak s alkalnim ispiranjem dimnog plina.[5]